# 木津三郎
木津 三郎（きづ さぶろう、1914年（大正3年）6月12日 - 没年不明）は、日本の政治家。埼玉県三郷市長（第4代 – 第6代）。 実子は現三郷市長の木津雅晟。

## 来歴
埼玉県北葛飾郡早稲田村（現・三郷市）出身。埼玉県立粕壁中学校（現・埼玉県立春日部高等学校）、東京専修学院卒。卒業後は早稲田村役場に奉職する。その後は三郷村、三郷町、三郷市に勤務し、市制施行後に収入役、助役となる。1982年、三郷市長選挙に立候補して当選する。市長を1994年までの3期務めた。1995年、勲四等旭日小綬章を受章した。